# Wowkiwci (obwód sumski)
Wowkiwci (ukr. Вовківці) – wieś na Ukrainie, w obwodzie sumskim, w rejonie romeńskim. W 2001 roku liczyła 493 mieszkańców.